# ایهور وووچانچین
ایهور وووچانچین (اوکراینی: Ігор Ярославович Вовчанчин؛ زادهٔ ۶ اوت ۱۹۷۳) ورزشکار هنرهای رزمی ترکیبی اهل اوکراین است.